# Josip Antonietti
Josip Antonietti (auch Giuseppe Antonietti; * 28. Oktober 1832 in Arbe/Rab auf der Insel Rab, Bezirk Zara/Zadar, Dalmatien; † 11. April 1898 ebenda) war ein Abgeordneter zum Dalmatinischen Landtag und zum Österreichischen Abgeordnetenhaus.

## Ausbildung und Beruf
Josip Antonietti war Sohn des Arztes Domenico Antonietti. Nach dem Gymnasium in Zadar studierte er Rechtswissenschaft an der Universität Padua, damals Teil des Königreiches Lombardo-Venetien. Im Jahr 1858 promovierte er zum Doktor der Rechte (Dr. iur.). Er begann seine Karriere als Konzeptspraktikant, ab 1859 war er Konzipist und ab 1867 war er Adjunkt an der Finanzprokuratur in Zara. Im Jahr 1871 wurde er Finanzrat in Ragusa, (früherer Name von Dubrovnik in Dalmatien). 1873 wurde er Statthaltereirat, 1877 Hofrat an der Statthalterei in Zara, 1883 ging er in den Ruhestand.

## Politische Funktionen
- 1870–1883: Abgeordneter zum Dalmatinischen Landtag, davon von 1870 bis 1872 im Landesausschuss
- 15. September 1870 bis 10. August 1871: Abgeordneter des Abgeordnetenhauses im Reichsrat (III. Legislaturperiode) für Dalmatien (Landgemeinden Zara, Arbe, Pago, Sebenico, Scardona, Bencovaz, Obbrovazzo, Kistagne, Dernis, Knin und Verlicca)
- 29. Dezember 1871 bis 7. September 1873: Abgeordneter des Abgeordnetenhauses im Reichsrat (IV. Legislaturperiode) für Dalmatien (Landgemeinden Zara, Arbe, Pago, Sebenico, Scardona, Bencovaz, Obbrovazzo, Kistagne, Dernis, Knin und Verlicca)
- 30. November 1875 bis 22. Mai 1879: Abgeordneter des Abgeordnetenhauses im Reichsrat (V. Legislaturperiode) für Dalmatien, Kurie Höchstbesteuerte, in einer Nachwahl nach dem Rücktritt von Eduard Keller

## Klubmitgliedschaften
Josip Antonietti war ab dem Jahr 1872 Mitglied des Dalmatiner Klubs.